# Gustav Regler
Gustav Regler, né le 25 mai 1898 à Merzig, Land de Sarre et décédé le 14 janvier 1963 à New Delhi en Inde, est un écrivain et journaliste allemand. Communiste, il quitte l'Allemagne en 1933, lors de l'arrivée de Hitler au pouvoir.
Ses livres Im Kreuzfeuer (Sous un feu croisé, sur le fragile statu quo dans la Sarre d'avant 1935), Das große Beispiel (Le Grand Exemple, sur la lutte des Brigades internationales pendant la guerre civile espagnole) et Das Ohr des Malchus (L'Oreille de Malchus, une autobiographie) décrivent d'une part les étapes de la lutte contre le fascisme qu'il a menée à partir de 1930, et d'autre part le chemin qui, à l'instar de nombreux intellectuels européens, l'a conduit à rompre avec le stalinisme.

## Biographie

### Allemagne
Gustav Regler, fils d'un libraire, nait à Merzig (Land de Sarre) dans une famille catholique pratiquante.
Simple soldat pendant la Première Guerre mondiale (il a 16 ans en 1914), il est blessé (enfoui) et gazé en France. Après la guerre, il étudie à Munich et à Heidelberg, la philosophie, le français et l'histoire.
En 1922 (il a 24 ans), Regler obtient son doctorat en philosophie ; le sujet de sa thèse est Die Ironie im Werk Goethes (L'Ironie dans l'œuvre de Goethe). Il épouse Charlotte Dietze, fille d'un magnat de l'industrie, propriétaire d'usines textiles à Leipzig et Berlin. L'année suivante nait leur fils Dieter (mort en 1941).
Regler divorce en 1927. Au milieu des années 1920, il vit à Nuremberg, où il travaille comme rédacteur en chef du Nürnberg-Fürther Morgenpresse, un organe de presse du Parti démocrate allemand. En 1928 il publie son premier ouvrage : Zug der Hirten (La Marche des bergers) qui est bien reçu par les critiques.
En 1928, au village d’artistes de Worpswede (Basse-Saxe) il rencontre le peintre Heinrich Vogeler, et cet artiste socialiste utopique l'influence. Regler commence une liaison avec Marie-Luise (dite Mieke), la fille aînée de Vogeler. En 1929 il aménage à Berlin, place Laubenheimer, dans le Roten Block (le bloc rouge), un quartier où résident des artistes de gauche. En 1929, Regler adhère au KPD, le Parti communiste d'Allemagne. « Il n'y a aucune explication idéologique compliquée au sujet de mon adhésion au Parti communiste, dit-il. Tout a été extrêmement simple : ça ne pouvait pas continuer ainsi ! ».

### Exil
Après l'incendie du Reichstag, le 28 février 1933, Regler fuit la Gestapo, d'abord à Worpswede puis en territoire du bassin de la Sarre alors administré par la France sous mandat de la SDN. Il s'implique dans les remous politiques agitant la Sarre.
Avec le pacifiste sarrois Karl Schneider et Oskar Brokmeier, il fonde en 1934 l’Initiativkomitee für den Kampf um den Frieden ("Comité d'Initiative et de lutte pour la liberté").
Lors de la préparation du plébiscite sarrois de 1935, Regler milite "Pour l’Allemagne, contre Hitler", et, après que 90 % des Sarrois ont opté pour l’Allemagne (13 janvier 1935), il s'exile à Paris. Regler décrit dans son roman historique Im Kreuzfeuer ("Sous un feu croisé") les circonstances du choix des Sarrois.
Après janvier 1935, le nom de Gustav Regler figure sur la liste des ennemis publics de l’Allemagne avec le no 19 et ses livres sont interdits sur le territoire du IIIe Reich.
En 1933, son roman Der verlorene Sohn (Le fils prodigue, une critique de l’attitude attentiste de l'Église), a été publié à Amsterdam par les éditions Querido Verlag, spécialisées dans l'édition d'ouvrages anti-nazis.
À Paris, Regler retrouve de nombreux compatriotes et Européens germanophones (souvent Juifs) qui ont fui l’Allemagne devant la montée du nazisme, et en particulier Arthur Koestler, qu’il avait connu à Berlin.
Gustav Regler, Arthur Koestler, Stefan et Frederike Zweig se retrouvent Rue de Tournon (Paris, 6e) chez Joseph Roth, et forment le noyau d'un mouvement littéraire germanophone : l'Exilliteratur. Maria Osten et Willi Bredel fondent un journal en allemand : Das Wort (La parole).
Regler fait plusieurs voyages en URSS. Mais l’évolution politique de l'URSS vers un régime dictatorial lui déplait, et il peine à oublier tout son passé d’intellectuel catholique. Ainsi, lors du Congrès des Écrivains soviétiques à Moscou en août 1934, il trouve choquante l'apparition soudaine d’un détachement de l'Armée rouge, qui vient se faire acclamer sur la scène de l'amphithéâtre où a lieu le congrès de littérature.
Pour Oskar Maria Graf (un écrivain bavarois de tendance socialiste-anarchiste), à Moscou Regler se comportait comme « un étudiant en communisme modèle », studieux, mais visiblement en proie à un combat intérieur. Pour Klaus Mann (homme de lettres, fils de Thomas Mann), « certes on sentait chez Regler du zèle militant pour le communisme, mais aussi une certaine appréhension »

Chez Regler, cette attitude réservée face au stalinisme deviendra un refus pur et simple d’approuver la politique de rapprochement menée par l’URSS vis-à-vis de l’Allemagne nazie, rapprochement qui culminera lors de la signature du pacte Hitler-Staline (23 août 1939). Regler rompra d'ailleurs officiellement avec le Parti communiste en 1942.
Son roman Die Saat (La récolte), une parabole sur la lutte anti-fasciste, paraît en 1936.

### Espagne

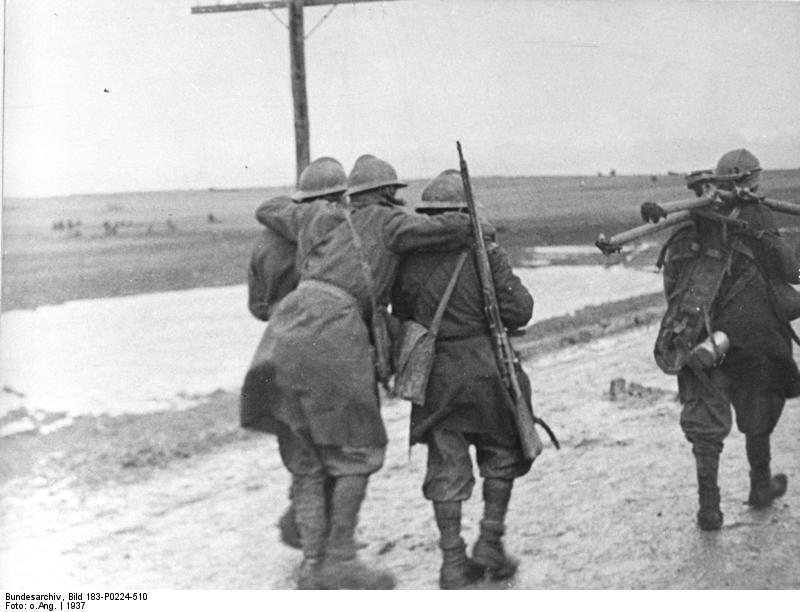
Mars 1937, province de Castille et Leon, à 60 km au nord-est de Madrid assiégée. Pendant la bataille de Guadalajara, l’objectif des forces italiennes appuyant les franquistes est la Carretera de Aragón et Madrid. Ici, dans la pluie, la boue et le froid, deux soldats aident un ami blessé.

Comme beaucoup d’opposants plus ou moins déclarés à Staline (ou supposés tels), Regler arrive en Espagne pour y combattre les franquistes pendant la guerre d’Espagne (1936-1939).
Il est nommé commissaire politique de la XIIe Brigade internationale (appelée aussi "Brigade Giuseppe Garibaldi), commandée par le général Máté Zalka. Regler est aussi correspondant spécial du journal DZZ ("Deutsche Zentral Zeitung").
Il est blessé en mars 1937 pendant la bataille de Guadalajara, alors que la XIIe Brigade Internationale contre-attaque brillamment et repousse les Italiens.
Trois mois plus tard, (le 11 juin 1937), près de Huesca, Regler est en reconnaissance avec Máté Zalka quand leur voiture explose, apparemment sous l’impact d’un obus franquiste. Zalka est tué ainsi que le chauffeur, Regler est grièvement blessé.

### États-Unis, France
Très handicapé par ses blessures, Regler s’éloigne du front ; il accompagne la journaliste américaine Lillian Hellman lors d'une visite de l'hôpital de Benicàssim (près de Valencia) en octobre 1937.

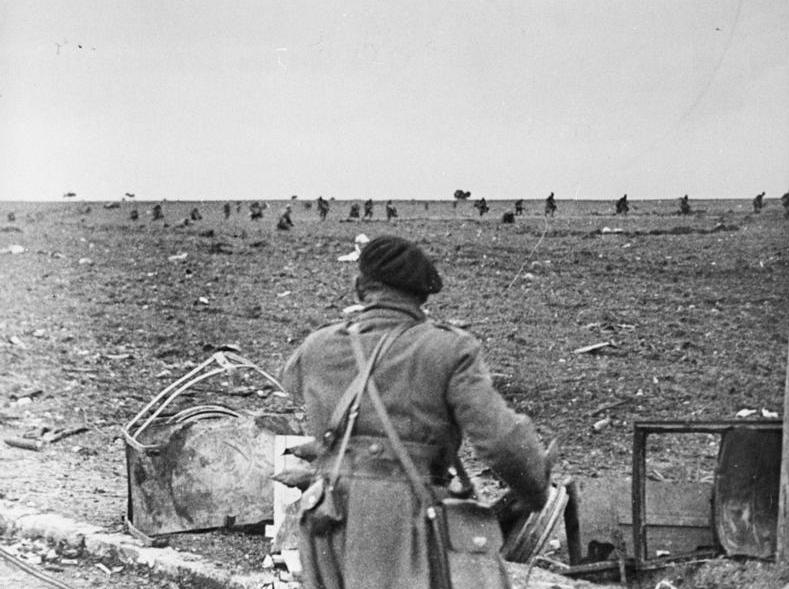
Guerre d'Espagne : cet homme mûr en béret, à l'équipement important (un officier ? Un reporter ? Un commissaire politique ?) pense peut-être qu'il a déjà vu, vingt ans plus tôt, des fantassins courant ainsi sous les balles.

Il entreprend ensuite un voyage aux États-Unis pour susciter un mouvement de sympathie en faveur des républicains espagnols et collecter des fonds destinés à leur service de santé. Il est reçu par Eleanor Roosevelt et Ernest Hemingway, participe à la campagne publicitaire en faveur du film de Joris Ivens, Terre d'Espagne, dans lequel il tient un petit rôle. Sur une idée émise par son ami Ernst Toller, Regler promeut une campagne de collecte des surplus de céréales américains en faveur des enfants de la République espagnole ; mais Franco gagne la guerre et la campagne est abandonnée.
Regler retourne alors à Paris. Quand l’Allemagne et la France entrent en guerre (le 3 septembre 1939) il est arrêté par les autorités françaises et interné au Vernet d'Ariège (camp d'internement). Il y retrouve de nombreux brigadistes et des amis, en particulier Max Aub et Arthur Koestler qui ont décrit les épouvantables conditions de détention au Vernet.
Regler est libéré grâce à l’intervention d'Eleanor Roosevelt et d'Ernest Hemingway, et émigre en 1940 au Mexique, avec sa femme Marie-Louise Vogeler.

### Mexique
Au Mexique, Regler fréquente des écrivains germanophones immigrés, entre autres Lenka Reinerová et Egon Erwin Kisch.
En 1940 Regler publie à New York son livre "Das grosse Beispiel" (tiré du journal qu’il a tenu pendant la guerre d'Espagne), sous le titre The Great Crusade (traduction de l’ex-communiste Whittaker Chambers, préface d'Ernest Hemingway).
Regler, qui a pris ouvertement position contre Staline, est l’objet d'une campagne de harcèlement et calomnies, et il doit répondre aux attaques. Même Reinerová et ses anciens amis Ernst Bloch et Egon Erwin Kisch le critiquent.
De plus, ses œuvres littéraires, des poésies, ne sont guère appréciées de la critique : elles sont jugées trop subjectives ; en outre, son épouse Mieke est gravement malade d'un cancer.
Révolté par l’assassinat de Léon Trotski et la campagne d'élimination menée par le réseau d’Otto Katz contre les anti-staliniens, Gustav Regler rédige un libelle avec Julián Gorkin, chef des POUMistes réfugiés au Mexique : "La GPU prepara un nuevo crimen" (1942) ("Le Guépéou) prépare un nouveau crime).
Cependant l’histoire et la diversité culturelle et géographique de son nouveau pays, le Mexique, le fascinent, et il publie Vulkanisches Land et Amimitl. Mieke meurt en 1945. En 1946, Regler se remarie; sa 3e épouse est une Américaine : Margaret (Peggy) Paul.
Regler publie aussi en 1946 une biographie du peintre surréaliste austro-mexicain Wolfgang Paalen - et en 1948 un roman, Sterne der Dämmerung ("L’étoile du crépuscule"), empreint de perspicacité politique, de mélancolie et de résignation.

### Allemagne, États-Unis, et mort
Regler retourne en Allemagne en 1949, et vit en RFA jusqu'en 1959. Peu satisfait de l'évolution de l'Allemagne de l'après-guerre, il travaille comme écrivain et journaliste. Il publie un roman historique sur Pietro Aretino « ami des femmes, ennemi des princes », écrit aussi pour le cinéma.
En 1958 Regler publie ses mémoires : "Das Ohr des Malchus" ("L'oreille de Malchus"), traduites en anglais sous le titre The Owl of Minerva, aux éditions Rupert Hart-Davis.
Time Magazine a surnommé Regler : "le Malraux allemand".

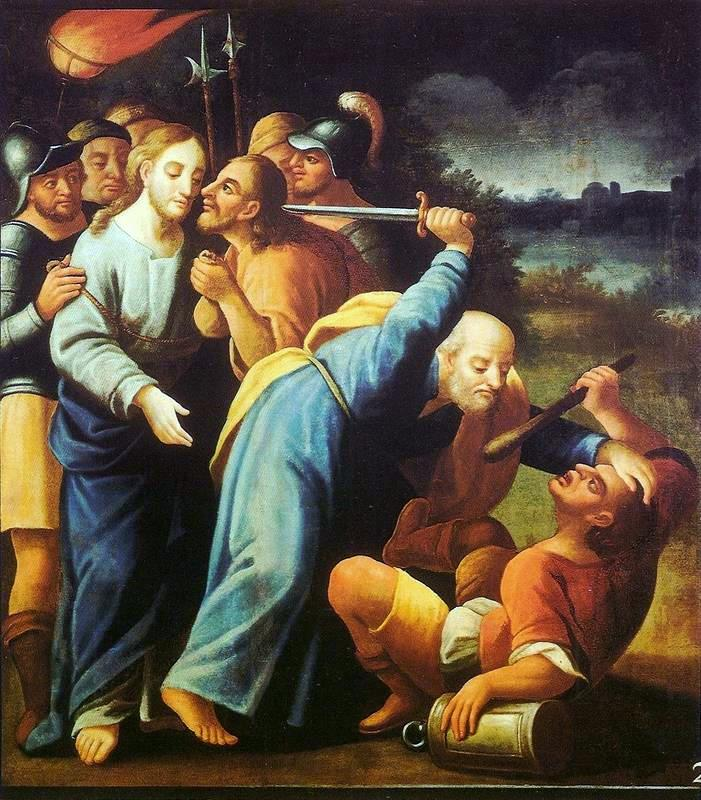
Les tableaux représentant l’arrestation de Jésus au Mont des Oliviers montrent souvent à la fois le baiser de Judas - et le sursaut de légitime défense du disciple Pierre, qui tranche l’oreille de Malchus, un des attaquants.

En 1959, Regler peut enfin se rendre aux États-Unis : il y était interdit de séjour en tant qu’ancien communiste.
En 1963 Gustav Regler décède pendant un voyage d'études à New Delhi (Inde). Sa tombe se trouve dans sa ville natale, Merzig (Sarre).
La ville de Merzig a fondé un prix littéraire en son honneur : le "Prix de Littérature Gustav Regler"

## Legs
Un des maîtres de la "exilliteratur" (littérature de l’exil) allemande dans les années 30 à 40, Regler est aussi un témoin (et un participant) des bouleversements géopolitiques du début et du milieu du XXe siècle. Sa vie et ses prises de position contre le totalitarisme (nazisme et stalinisme) témoignent d'un grand courage physique et intellectuel, allant de pair avec une impressionnante lucidité.
Il a aussi écrit sous les pseudonymes de : "Michael Thomas", "Michel Thomas", "Gustav Saarländer" et "El Observador d'Artagnan".
Il a été un compagnon de route de Ernest Hemingway, Klaus Mann, Anna Seghers, André Malraux, André Gide, Maxime Gorki et Ilya Ehrenbourg.
Ses œuvres sont archivées dans le complexe Literaturarchiv Saar-Lor-Lux-Elsass (fondé en 1985 à la librairie de l’Université de la Sarre à Sarrebruck), qui regroupe les archives littéraires émanant de la Sarre, de la Lorraine, du Luxembourg et de l’Alsace.

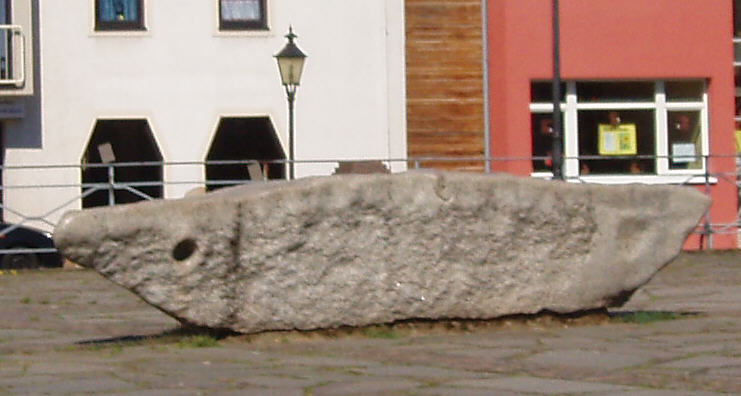
A Merzig (Sarre), une pierre commémore l’enfant de la cité : Gustav Regler

## Œuvres
- Die Ironie im Werk Goethes (1923). Thèse de doctorat inspirée par l’historien de la littérature Franz Muncker (1855-1926)
- Zug der Hirten (1928)
- Die Söhne aber gehen zu den Knechten (1929)
- Hahnenkampf. Abenteuer eines französischen Mädchens (1931)
- Wasser, Brot und blaue Bohnen (1932)
- Der verlorene Sohn (1933)
- Im Kreuzfeuer. Ein Saar-Roman (1934)
- Die Saat. Roman aus den deutschen Bauernkriegen (1936)
- Das große Beispiel." Roman einer internationalen Brigade ("The Great Crusade, 1940, traduction de Whittaker Chambers, préface de Ernest Hemingway)
- The Bottomless Pit. Der Brunnen des Abgrunds (1943)
- Wolfgang Paalen. Künstlermonographie (1944)
- Amimitl oder Die Geburt eines Schrecklichen (1947)
- Vulkanisches Land. Ein Buch von vielen Festen und mehr Widersprüchen (1947)
- Verwunschenes Land Mexiko (1954)
- Aretino. Freund der Frauen, Feind der Fürsten (1955)
- Das Ohr des Malchus. Eine Lebensgeschichte (1958), traduit en français sous le titre Le Glaive et le Fourreau, Plon, 1960 ; Actes Sud, Collection "Révolutions", 1999.

## Correspondance épistolaire
- Briefe an Klaus Mann. Mit einem Briefentwurf von Klaus Mann. In: Sinn und Form 2/2011, S. 149-176 (anschließend: Ralph Schock: "Am besten gefiel mir wieder Regler". Gustav Regler und Klaus Mann. In: Sinn und Form 2/2011, S. 177-183)

## Sources
- (de) Cet article est partiellement ou en totalité issu de l’article de Wikipédia en allemand intitulé « Gustav Regler » (voir la liste des auteurs).

- (en) Cet article est partiellement ou en totalité issu de l’article de Wikipédia en anglais intitulé « Gustav Regler » (voir la liste des auteurs).

- (es) Cet article est partiellement ou en totalité issu de l’article de Wikipédia en espagnol intitulé « Gustav Regler » (voir la liste des auteurs).
- L'article de Günter Scholdt dans la Neue Deutsche Biographie : (de) Günter Scholdt, « Regler, Gustav », dans Neue Deutsche Biographie (NDB), vol. 21, Berlin, Duncker & Humblot, 2003, p. 272–273 (original numérisé).